# Грайф, Гидеон
Гидеон Грайф (ивр. גדעון גרייף‎; родился 16 марта 1951 года) — израильский историк, специализирующийся на истории Холокоста, особенно истории концентрационного лагеря Освенцим и, в частности, зондеркоманды в Освенциме. В 2011—2012 учебном году он работал приглашённым лектором по истории евреев и Израиля в Центре иудаики Шустермана Техасского университета в Остине. Он возглавлял Независимую международную комиссию по расследованию страданий всех народов в Сребренице в 1992—1995 годах, которая в июле 2021 года опубликовала доклад, в котором отрицалось, что убийство боснийских мусульман в Сребренице и её окрестностях в июле 1995 года представляет собой геноцид.

## Образование
С 1965 по 1969 год Гидеон Грайф посещал муниципальную среднюю школу (гимназию) в Тель-Авиве. Позже, с 1974 по 1976 год, он учился в Тель-Авивском университете, где получил степень бакалавра еврейской истории. С 1976 по 1982 год он получил степень магистра еврейской истории в Тель-Авивском университете. С 1996 по 2001 год он учился в Венском университете, где получил степень доктора философии.

## Выставки
Грайф был научным и историческим консультантом выставки «Со мной здесь шесть миллионов обвинителей», посвященной 50-летию суда над Адольфом Эйхманом в 1961 году и открытой 11 апреля 2011 года в Яд Вашем в Иерусалиме. Выставка рассказывала о карьере Эйхмана в СС, его личной ответственности за депортацию миллионов евреев в гетто и лагеря смерти, его попытках скрыться после войны и операции по его обнаружению и захвату в Аргентине в 1960 году. Целью выставки было доказать, что Эйхман был не «убийцей-бюрократом», а фанатичным врагом евреев, решившим отправить их на смерть.

## Специальные проекты
В 2006 году Грайф инициировал проект «Аутентичный товарный вагон», который стоит на съезде Биркенау, недалеко от главного входа в лагерь, как постоянный памятник сотням тысяч венгерских евреев, убитых немцами в газовых камерах Биркенау в 1944 году. Памятник посвящен памяти Уго Лоуи, погибшему в Освенциме в марте 1944 года.
Книга Грайфа «Мы плакали без слез» вдохновила венгерского режиссёра Ласло Немеша на создание фильма «Сын Саула», рассказывающего о зондеркоманде. Фильм получил премию «Оскар» 2016 года как лучший фильм на иностранном языке, а также получил «Золотой глобус» 2016 года как лучший фильм на иностранном языке.

### Споры

#### Сербские жертвы в Ясеноваце
В январе 2017 года вместе с представителями сербских и еврейских академических обществ и представителями сербского правительства в США Грайф участвовал в выставке «Ясеновац 75» в Нью-Джерси, посвященной преступлениям, совершенным хорватскими усташами в концентрационном лагере Ясеновац, включая геноцид сербов в Хорватии.
В январе 2018 года вместе с представителями Сербии Грайф выступил соорганизатором выставки «Ясеновац — право на незаборав» в ООН в Нью-Йорке. Выставка подверглась критике со стороны хорватского MVEP за «распространение ложной информации и пропаганды».
Грайф провел четыре года, изучая архивы исследований геноцида в фашистском Независимом государстве Хорватия, в которых он подтвердил число более 700 000—800 000 сербских жертв в Ясеноваце. Доктор Роберт Розетт, старший историк Международного института исследования Холокоста в Яд Вашеме, заявил, что число жертв в Ясеноваце, было «во много раз меньше, чем сильно завышенная цифра в более чем 800 000 человек, которая широко рекламировалась в коммунистическую эпоху и была одобрена Гидеоном Грайфом». Журналист Александр Брезар из «Гаарец» написал, что Грайф «популярен среди сербских националистов и ревизионистов за неоднократное завышение числа сербских жертв в Ясеноваце».
По данным Мемориального музея Холокоста США, в Ясеноваце было убито от 77 000 до 99 000 сербов, евреев, цыган и хорватов, противников режима усташей, из которых от 45 000 до 52 000 были этническими сербами.

#### Комиссия по Сребренице
В 2019 году член президентуры Боснии и лидер Республики Сербской Милорад Додик назначил Грайфа главой Независимой международной комиссии по расследованию страданий всех народов в Сребренице в 1992—1995 годах во время войны в Боснии и Герцеговине (1992—1995 годы). В заключительном докладе, опубликованном в июле 2021 года, геноцид в Сребренице отрицается, а «также боснийцы до 1995 года неоднократно назывались агрессорами, а боснийские сербы — жертвами». Международный уголовный трибунал по бывшей Югославии, а также Международный суд и национальные суды охарактеризовали эти убийства как геноцид. Американские дипломаты и дипломаты ООН, а также Мемориальный центр геноцида в Сребренице отметили, что создание комиссии было попыткой переписать историю, поскольку официальные лица Республики Сербской, в том числе Милорад Додик, открыто минимизировали число убитых или отрицали, что это был геноцид.
Главный юрисконсульт Всемирного еврейского конгресса Менахем З. Розенсафт, преподающий право геноцида в юридической школе Колумбийского университета, резко раскритиковал доклад. В статье в израильской газете «Гаарец» Розенсафт раскритиковал Грайфа за его заявление по телевидению Республики Сербской: «Я еврей, я знаю, что означает геноцид… Никто не может указывать мне, что значит геноцид, и это событие не было геноцидом».
В ноябре 2021 года Грайф был объявлен лауреатом награды правительства Германии за особые достижения за его работу по Холокосту. Однако после обсуждения по дипломатическим каналам его утверждения о том, что события в Сребренице в 1995 году, не представляли собой геноцид, министерство иностранных дел Германии в декабре 2021 года объявило, что награда «отозвана», пояснив, что выводы комиссии, возглавляемой Грайфом, «противоречат прецедентному праву Международного уголовного трибунала по бывшей Югославии, Международного Суда и Конвенции о предотвращении геноцида и наказании за него».
Позже израильские СМИ опубликовали интервью Грайфа, в котором он заявил, что согласен с цифрой в 8000 смертей, но по-прежнему отрицает, что это был геноцид, поскольку абсолютное большинство жертв составляли мужчины, пытавшиеся прорваться на территорию, контролируемую боснийской армией. Позже Грайф отрицал, что делал какие-либо заявления для израильских СМИ, и обвинил радикальную организацию «Братья-мусульмане» и боснийских политиков в антикампании против отчёта его комиссии.

## Награды
За участие «в защите правды о страданиях еврейского, сербского и других народов во время Второй мировой войны» учёный был награждён Золотой медалью «За заслуги перед Республикой Сербия».
- Кавалер ордена дипломатического пацифизма Святого Саввы (серб. Vitez svetosavskog pacifizma)
- Сретенский орден — Золотая награда за заслуги (серб. Sretenjski orden — златая медаль за заслуге)
- Мемориальная доска Ясеновацких мучеников (серб. Plaketa Jsenovackih stradalnika)
- Премия Соколова — премия израильской журналистики, присуждаемая муниципалитетом Тель-Авива в память о Науме Соколове.

## Книги
- Jasenovac Ausvic Balkana — Ustaska Imperija Okrutnosti, Jasenovac Auschwitz of the Balkans — Ustasha Empire of Cruelty, ISBN 9789655727272
- Alojzije Stepinac Ustaski Vikar — Pokrsti Se Ili Umri — 101 Razlog Zasto Ne Moze Biti Svetac — Alojzije Stepinac Ustasha Vicar — Convert or Die — 101 Reason Why He Cannot Be a Saint, ISBN 9788677124502
- Ustasko Konacno Resenje Pre Nacistickog — Ustasha Final Solution Before Nazi Final Solution, ISBN 9788677124519